# Gare de Sarlat
La gare de Sarlat est une gare ferroviaire française de la ligne de Siorac-en-Périgord à Cazoulès située à proximité du centre-ville de Sarlat-la-Canéda, sous-préfecture du département de la Dordogne en région Nouvelle-Aquitaine.
Elle est mise en service en 1882, par la Compagnie du chemin de fer de Paris à Orléans (PO).
C'est une gare voyageurs de la Société nationale des chemins de fer français (SNCF) du réseau TER Nouvelle-Aquitaine desservie par des trains express régionaux.

## Situation ferroviaire
Établie à 145 mètres d'altitude, la gare de Sarlat est située au point kilométrique (PK) 560,137 de la ligne de Siorac-en-Périgord à Cazoulès, entre les gares de Vézac - Beynac (fermée) et de Carsac. Seule la section de Siorac-en-Périgord à Sarlat via la gare de Saint-Cyprien est en service, la section de Sarlat à Cazoulès est déclassée. Ancienne gare de bifurcation, elle est également l'aboutissement, au PK 560,8, de la ligne de Condat - Le Lardin à Sarlat, déclassée en totalité.
Sarlat est donc devenue une gare terminus en impasse de la ligne de Siorac-en-Périgord à Sarlat.

## Histoire
La gare de « Sarlat » est mise en service le 2 juillet 1882 par la compagnie du chemin de fer de Paris à Orléans (PO) lorsqu'elle ouvre à l'exploitation la section de Siorac à Sarlat de sa « ligne de Saint-Denis au Buisson avec embranchement sur Gourdon ». Pour sa première année d'exploitation (six mois), la recette de la gare de « Vézac » est de 113 033 francs.
Elle est fermée au trafic du fret le 1er février 2005.
En 2023, environ six trains par jour partent de Sarlat pour Bordeaux via Bergerac et Libourne. Le trajet dure environ 2 h 30 min et est entièrement assuré par des autorails, le plus souvent des B 81500 et plus rarement des Régiolis.

## Fréquentation
La fréquentation de la gare est détaillée dans le tableau ci-dessous :
|           | 2015   | 2016   | 2017   | 2018   | 2019   | 2020   | 2021   | 2022   | 2023   |
| --------- | ------ | ------ | ------ | ------ | ------ | ------ | ------ | ------ | ------ |
| Voyageurs | 54 155 | 49 368 | 52 745 | 47 917 | 33 045 | 32 237 | 47 918 | 65 784 | 72 932 |

## Service des voyageurs

### Accueil
Gare SNCF, elle dispose d'un bâtiment voyageurs, avec guichets, ouvert tous les jours. Elle est équipée d'automates pour l'achat de titres de transport TER. Des aménagements, équipements et services sont à la disposition des personnes à mobilité réduite.

### Desserte
Sarlat est une gare du réseau TER Nouvelle-Aquitaine, desservie par des trains express régionaux de la relation Bordeaux - Bergerac - Sarlat (ligne L33/D33),.

### Intermodalité
Un parking pour les véhicules y est aménagé.
Elle est desservie par des bus urbains du réseau Sarlat bus.